# Полонка (Волынская область)
Полонка (укр. Полонка) — село в Боратинской сельской общине Луцкого района Волынской области Украины.
Код КОАТУУ — 0722881603. Население по переписи 2001 года составляет 1125 человек. Почтовый индекс — 45608. Телефонный код — 332. Занимает площадь 0,826 км².